# Bahnstrecke Aufhausen–Kröhstorf
| |                      |                           |                         |
| Streckennummer: | 5641                 |                           |                         |
| Kursbuchstrecke: | 426d (1946)          |                           |                         |
| Streckenlänge: | 14,58 km             |                           |                         |
| Spurweite: | 1435 mm (Normalspur) |                           |                         |
| |                      |                           |                         |
| \| \| \| von Arnstorf \| \| \| \| 0,00 \| Aufhausen (b Landau Isar) \| 378,1 m \| \| \| \| nach Landau (Isar) \| \| \| \| 2,12 \| Rengersdorf (Niederbay) \| Rengersdorf (Niederbay) \| \| \| 3,71 \| Prunn \| Prunn \| \| \| 5,90 \| Adldorf \| Adldorf \| \| \| 7,66 \| Eichendorf (Niederbay) \| Eichendorf (Niederbay) \| \| \| 10,32 \| Dornach (Niederbay) \| Dornach (Niederbay) \| \| \| 12,36 \| Schlag \| Schlag \| \| \| 14,58 \| Kröhstorf (Niederbay) \| 341,315 m \| |                      |                           |                         |
| Strecke (außer Betrieb) |                      | von Arnstorf              | von Arnstorf            |
| Bahnhof (Strecke außer Betrieb) | 0,00                 | Aufhausen (b Landau Isar) | 378,1 m                 |
| Abzweig geradeaus und nach links (Strecke außer Betrieb) |                      | nach Landau (Isar)        | nach Landau (Isar)      |
| Haltepunkt / Haltestelle (Strecke außer Betrieb) | 2,12                 | Rengersdorf (Niederbay)   | Rengersdorf (Niederbay) |
| Haltepunkt / Haltestelle (Strecke außer Betrieb) | 3,71                 | Prunn                     | Prunn                   |
| Bahnhof (Strecke außer Betrieb) | 5,90                 | Adldorf                   | Adldorf                 |
| Bahnhof (Strecke außer Betrieb) | 7,66                 | Eichendorf (Niederbay)    | Eichendorf (Niederbay)  |
| Haltepunkt / Haltestelle (Strecke außer Betrieb) | 10,32                | Dornach (Niederbay)       | Dornach (Niederbay)     |
| Haltepunkt / Haltestelle (Strecke außer Betrieb) | 12,36                | Schlag                    | Schlag                  |
| Kopfbahnhof Streckenende (Strecke außer Betrieb) | 14,58                | Kröhstorf (Niederbay)     | 341,315 m               |

Die Bahnstrecke Aufhausen–Kröhstorf war eine Nebenbahn in Niederbayern. Der gesamte Verlauf der ehemaligen Bahnstrecke liegt heute auf dem Gebiet des Marktes Eichendorf.

## Vorgeschichte und Bau
Nach der Eröffnung der Bahnstrecke Landau–Arnstorf im Jahr 1903 bemühte sich Eichendorf, das noch ohne Eisenbahnanschluss war, um den Bau einer Stichbahn nach Plattling, was aber von der Bayerischen Staatsbahn als unwirtschaftlich abgelehnt wurde. So versuchte Eichendorf, damals ein Markt von 1.300 Einwohnern, eine Bahn mit Anschluss bei Aufhausen zu erhalten. Das Verkehrsministerium in München setzte jedoch eine Verlängerung bis Kröhstorf durch, um größere Teile des Vilstales zu erschließen. Eichendorf bekam einen Durchgangsbahnhof.
Am 26. Juni 1908 wurde mit dem Lokalbahngesetz der Bau der Strecke Aufhausen–Kröhstorf beschlossen. Mit einem Kostenvoranschlag von nur 820.600 Mark war sie eine der billigsten bayerischen Lokalbahnen. Die Streckenführung auf dem sandigen, kiesigen und lehmigen Boden entlang der Vils war einfach, nur bei Dornach musste der Petzenbach auf einer sechs Meter langen Brücke überwunden werden.
Trotzdem verzögerte sich der Baubeginn vorwiegend wegen der schleppenden Grundstücksverhandlungen. Erst am 4. August 1913 begann man mit dem Humusabhub. Am 1. August 1914 wurden die Arbeiten wegen der angeordneten Mobilmachung vollständig eingestellt und erst am 1. Oktober 1914 wieder aufgenommen. Wegen Lieferverzögerungen infolge des Krieges dauerte es bis zum 9. November 1915, als der erste Zug die Strecke befahren konnte.

## Betrieb
Die Bahnstrecke war zu keiner Zeit rentabel. Als ungünstig erwies sich, dass die Einmündung in Aufhausen gegen die Fahrtrichtung nach Landau erfolgte, so dass durchgehende Züge zwischen Landau und Kröhstorf ausgeschlossen waren. Pläne, die kleine Lokalbahn durch das Vilstal um 11,8 km bis Aldersbach mit Anschluss an die Bahnstrecke Vilshofen–Aidenbach zu verlängern, wurden nicht verwirklicht.
Nach dem Zweiten Weltkrieg wurden vorübergehend über 400 nicht fahrfähige Dampflokomotiven aus den besetzten Gebieten abgestellt. Dabei entdeckte man in der Feuerbüchse einer alten Güterzuglokomotive die mumifizierte Leiche eines deutschen Soldaten. Vermutlich hatte er sich von seiner Einheit abgesetzt und hier ein Versteck gefunden, ohne die Tür von innen wieder öffnen zu können.
1953 wurden noch 30.173 Fahrkarten verkauft und 698 Wagenladungen versandt. 1957 war der Fahrkartenverkauf auf 13.223 gesunken, der Wagenladungsverkehr aber um 400 Wagenladungen gestiegen.
Auf der Strecke kam zwischen 1953 und 1960 als Bespannung von Personenzügen u. a. die ehemalige Wehrmachtslokomotive V20 zum Einsatz. Bis zur Einstellung des Personenverkehrs im Jahr 1962 übernahmen dann wieder Dampflokomotiven der Baureihe 64 die Züge.

## Stilllegung
Am 1. Juli 1962 stellte die Bundesbahn den Reisezugverkehr ein und verlegte ihn auf die Straße. Am 22. Mai 1971 fand die letzte Fahrt auf der Strecke statt. Die Diesellok 212 239-8 beförderte zwei Schnellzug-Wagen mit 82 Fahrgästen, darunter 68 Schulkinder der Volksschule Eichendorf, sowie einen Packwagen. Am 23. Mai 1971 wurde die gesamte Strecke stillgelegt und im März 1973 abgebaut. Heute verläuft auf Teilabschnitten der Trasse der Vilstal-Radweg.